# Autogram

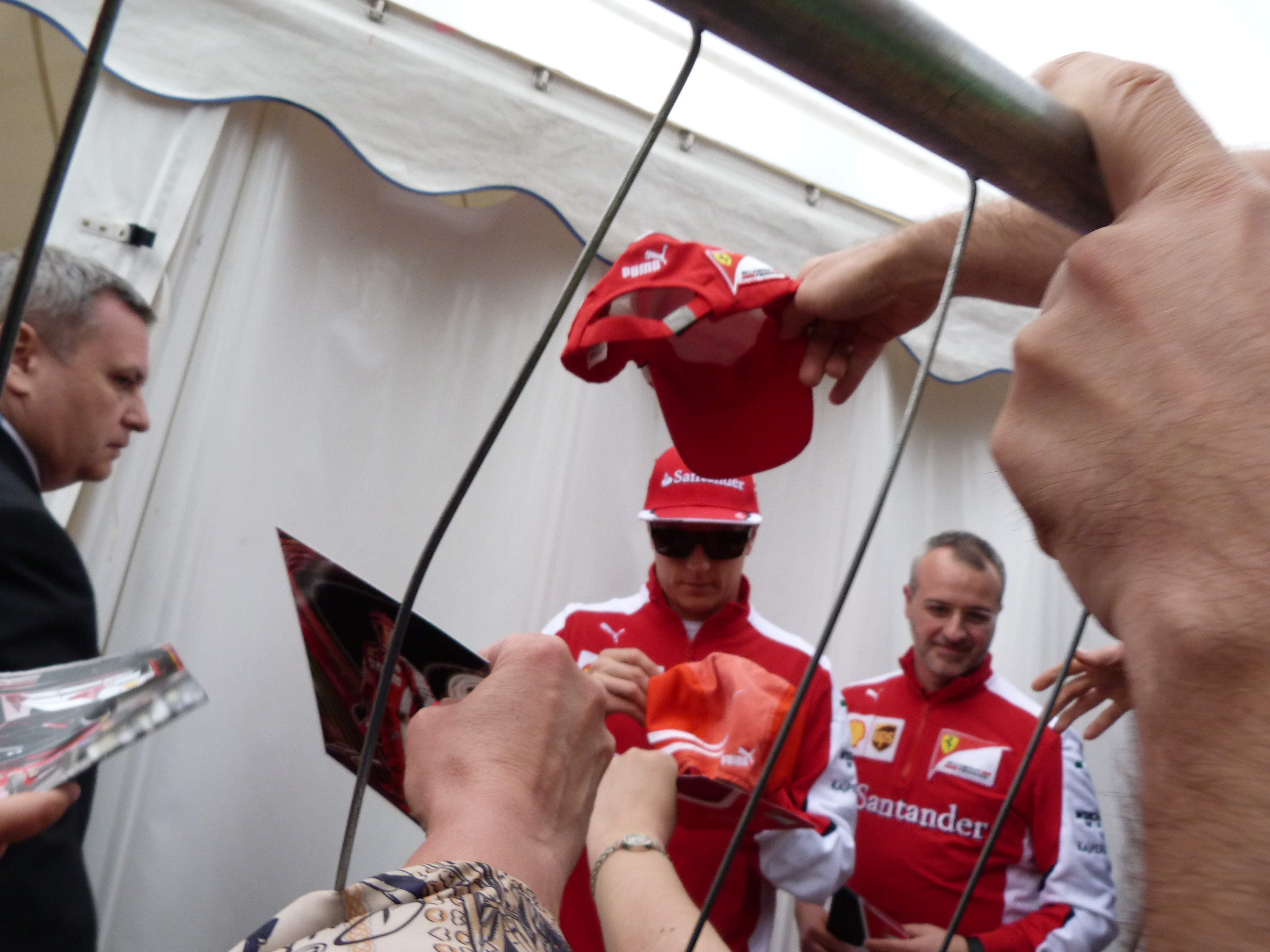
Kimi Räikkönen autogramot ad a Várkert Bazár előtt - Scuderia Ferrari

Az autogram (görög eredetű szó az autósz ’saját maga’ és a gramma ’írás’ szavakból; a magyarba a németből került) a szerző saját kézírásával készített dokumentum (a nyomtatott szöveggel ellentétben). Mai szűkebb értelemben véve egy híresség saját kezű, rajongóknak szánt aláírását nevezik autogramnak. Az autogramot gyakran egy képzőművészeti alkotáson (fénykép, grafikus kártya, poszter) elhelyezve adják a sztárok a rajongóknak, illetve az autogramgyűjtőknek, de elhelyezhető valamely testrészen is. Az autogrammal ellátott tárgyak (könyv, CD, DVD stb.) eszmei értékét növeli az alkotó rajtuk elhelyezett aláírása.
Az autogramot a legtöbb idegen nyelven a magyartól eltérően autográfnak nevezik.